# Case Spangher
Le Case Spangher, sono due palazzi in stile Art Nouveau in piazza Wagner 4-6 a Milano.

## Storia
Le Case Spangher di Piazza Wagner furono costruite nel 1909 dalla famiglia di industriali Spangher attraverso la controllata Ugo Spangher & co, società con 700 dipendenti. Le case, di composizione speculare furono eseguite seguendo i progetti dell'ingegnere Arturo Bertoni. Di particolare pregio e interesse sono le decorazioni in ceramica (piastrelle e maioliche) prodotte dalla Società Ceramica Lombarda, azienda di proprietà degli stessi Spangher. Quest'ultima aveva fornito le piastrelle per la costruzione di Casa Galimberti.

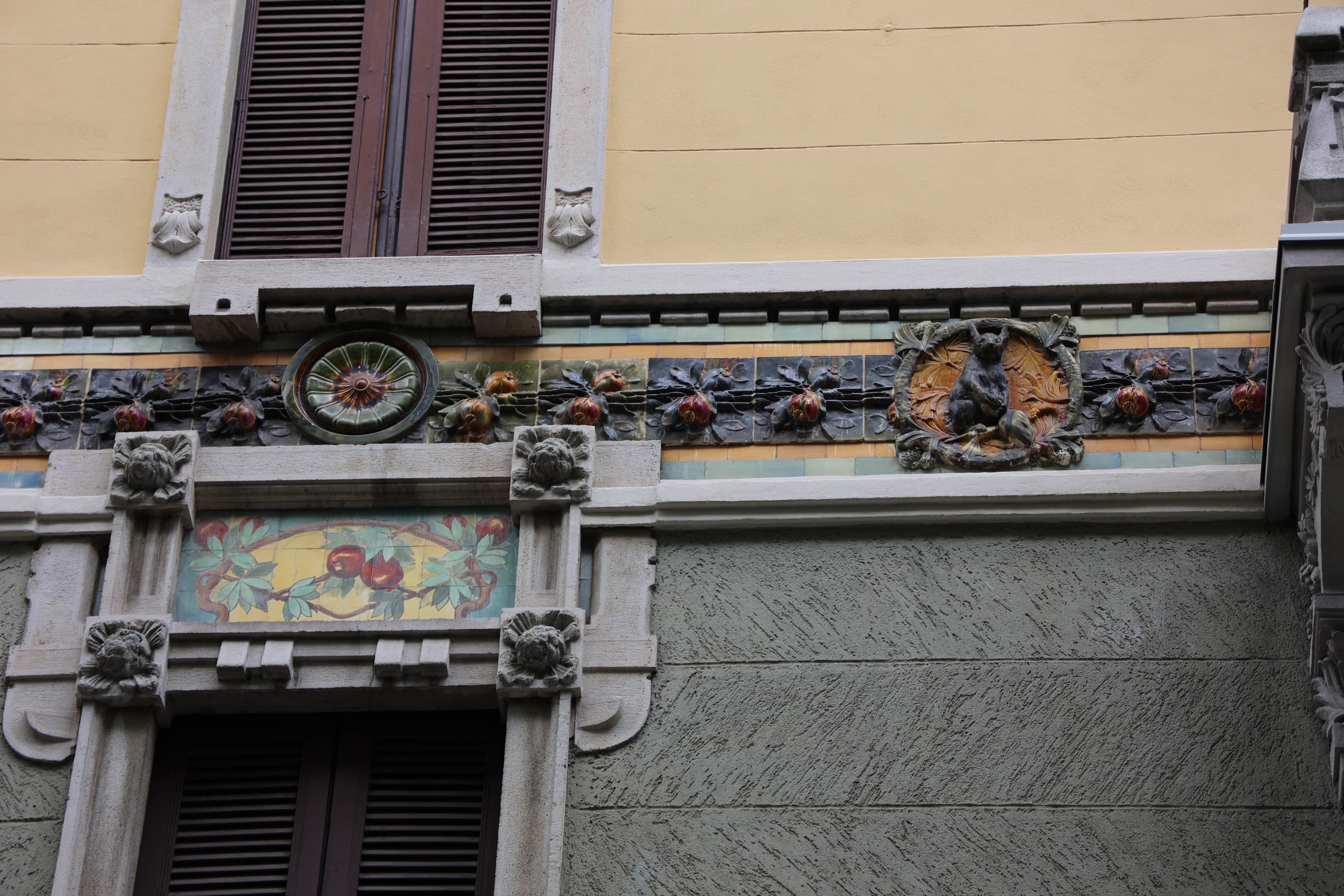
Ceramiche della Società Ceramica Lombarda

Altro elemento di pregio sono i gargolla nei due portali d'entrata.

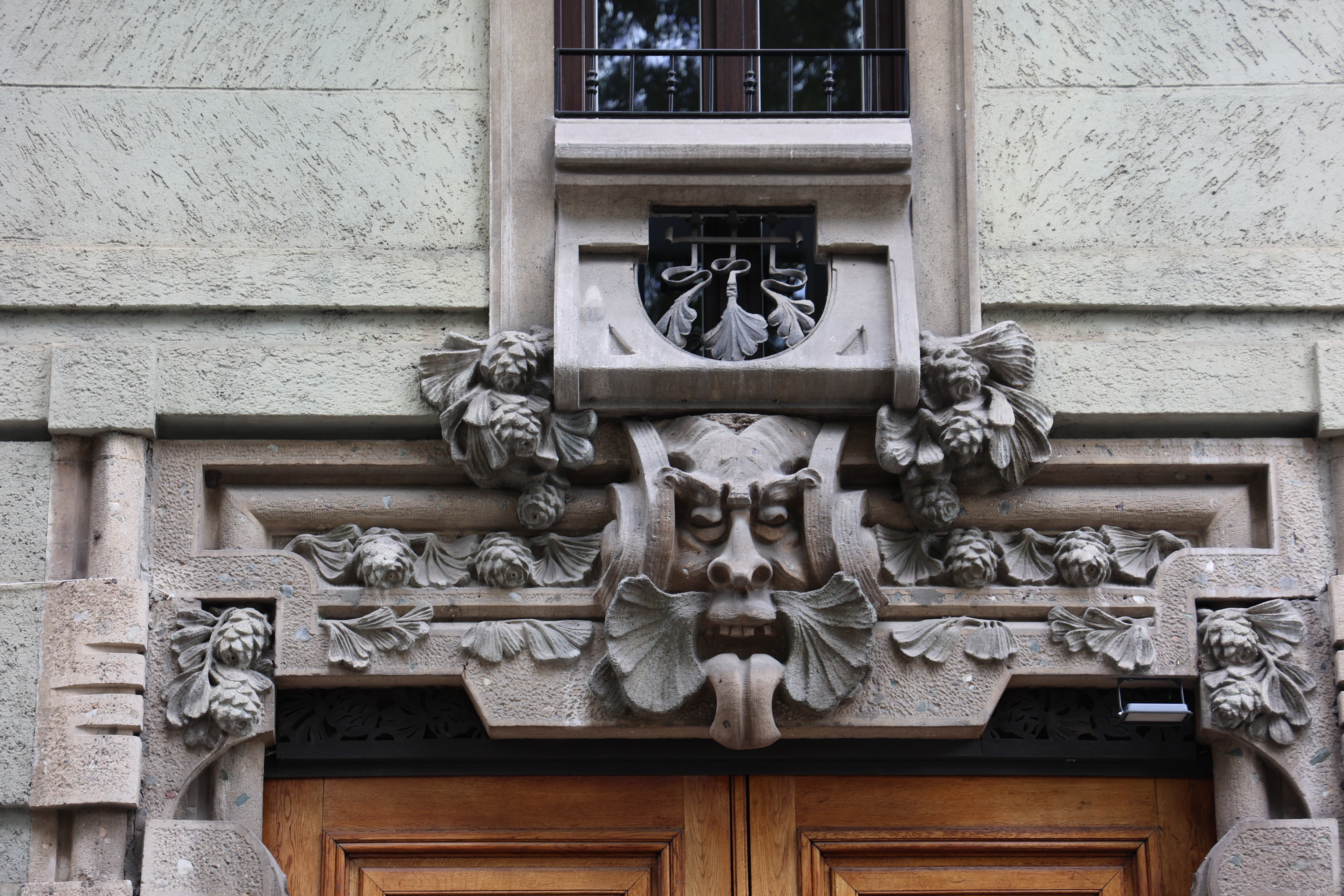
Portale della Casa Spangher al Numero 6

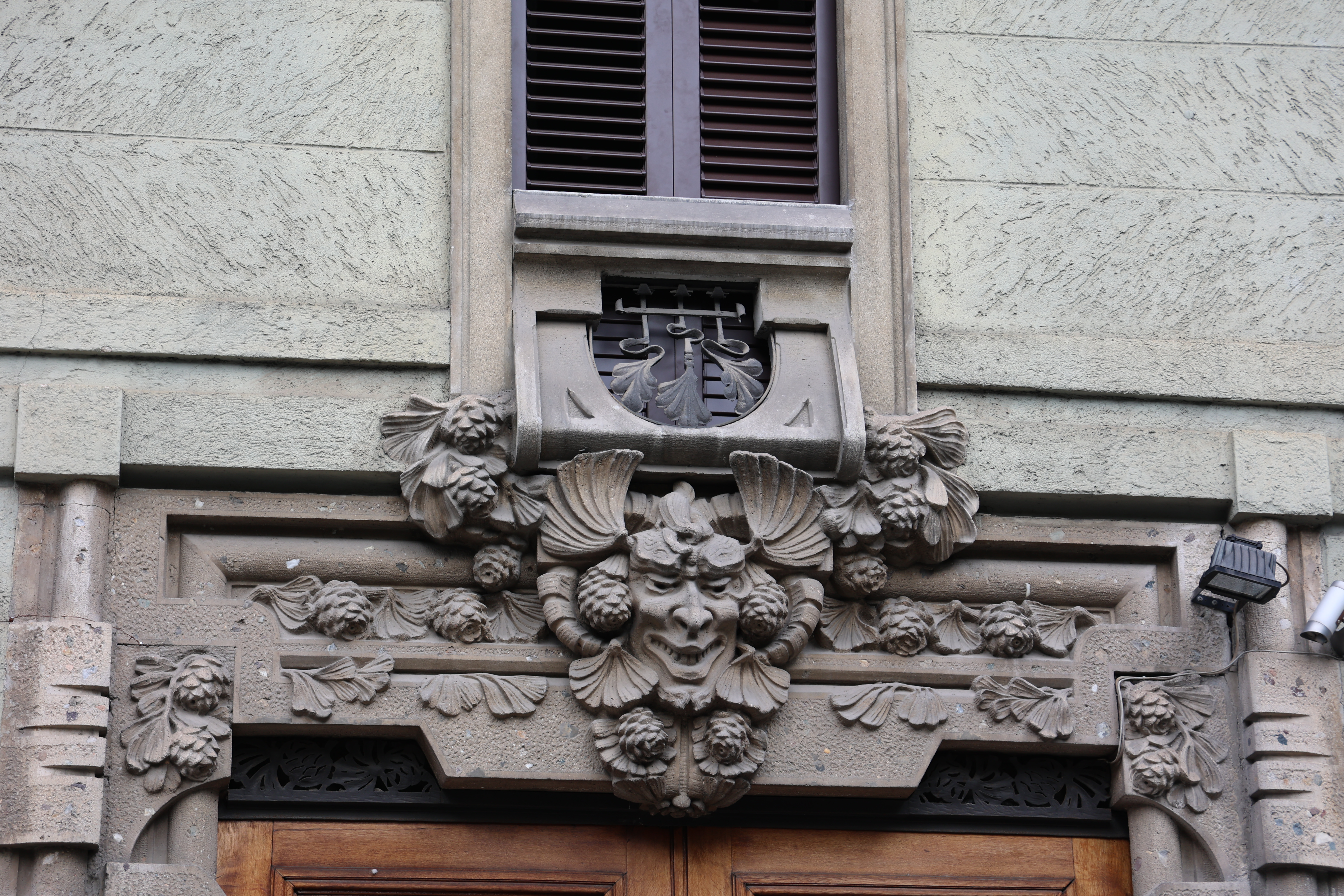
Portale delle Case Spangher Piazza Wagner al numero 4

Nel palazzo, al numero 6 ha abitato il partigiano Augusto Monari.

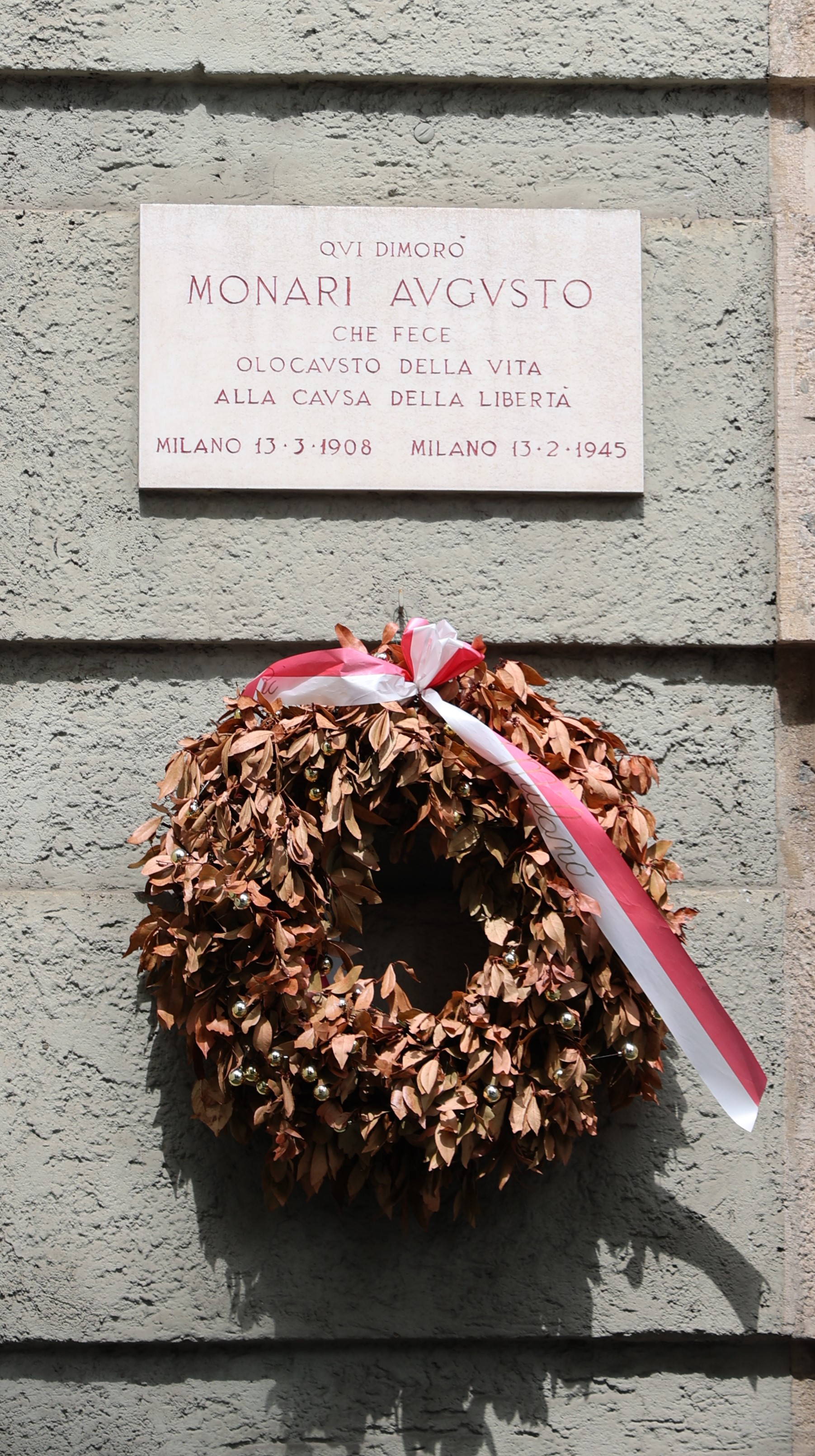
Targhetta commemorativa di Augusto Monari